# The Truth
The Truth är det amerikanska metalcorebandet Bleeding Throughs fjärde studioalbum, utgivet i januari 2006 på Trustkill Records i USA och på Roadrunner Records i USA och Europa. Albumet återutgavs under titeln The Complete Truth med bonusmaterial och live-DVD 2008.
Detta var gitarristen Scott Danoughs sista album med Bleeding Through och det första som tog sig in på Billboard-listan, på plats 48.
Musikvideor spelades in till "Kill to Believe", "Love in Slow Motion" och "Line in the Sand". De två senare släpptes även som singlar.

## Låtlista
1. "For Love and Failing" – 3:33
2. "Confession" – 2:39
3. "Love in Slow Motion" – 4:35
4. "The Painkiller" – 2:36
5. "Kill to Believe" – 3:57
6. "Dearly Demented" – 5:22
7. "Line in the Sand" – 4:09
8. "She's Gone" – 1:31
9. "Tragedy of Empty Streets" – 2:57
10. "Return to Sender" – 4:20
11. "Hollywood Prison" – 2:52
12. "The Truth" (instrumental) – 4:17

Bonusspår på utgåvan The Complete Truth
1. "One Last Second" – 3:52
2. "Fall on Proverb" (Unbroken-cover) – 3:17
3. "Scars" – 2:56
4. "My War" (Black Flag-cover) – 3:34
5. "Line in the Sand" (Scrap 60 remix) – 3:35

## Medverkande
Musiker
- Brandan Schieppati – sång
- Brian Leppke – gitarr
- Scott Danough – gitarr
- Ryan Wombacher – basgitarr
- Marta Peterson – keyboard
- Derek Youngsma – trummor

Bidragande musiker
- Nick 13 – sång
- Rob Caggiano – gitarr
- Ben Falgoust – sång

Produktion
- Rob Caggiano – producent, inspelningstekniker, mixning
- Paul Orofino – mixning
- Thomas Eberger – mastering
- Eddie Wohl – redigering
- Jeff Gros – foto